# نيكيتين دهير
نكتين دهير (بالإنجليزية: Nikitin Dheer)‏ هو ممثل هندي مشهور في الدراما الرومانسية زوجته الحقيقية هي الممثلة المشهورة كراتيكا سنغار، اشتُهر بالفيلم التاريخي جودا أكبر للمخرج أشوتوش جواريكر الذي حقق نجاحاً كبيراً فيه.

## الأعمال
- جودا أكبر
- مهمة إسطنبول
- استعداد
- دابانغ 2
- قطار تشيناي السريع

## وصلات خارجية
- نيكيتين دهير على موقع IMDb (الإنجليزية)
- نيكيتين دهير على موقع قاعدة بيانات الفيلم (الإنجليزية)